# Mistrzostwa Europy w Amp Futbolu 2021
Mistrzostwa Europy Amp Futbol 2021 – druga oficjalna (organizowana przez European Amputee Football Federation) edycja ampfutbolowych mistrzostw kontynentu, która odbyła się w Krakowie w dniach 12–19 września 2021 roku. Tytułu mistrzowskiego wywalczonego w 2017 roku z sukcesem broniła reprezentacja Turcji.
Ambasadorem turnieju został Robert Lewandowski.

## Procedura wyboru
Zainteresowane organizacją turnieju były:
- Irlandia,
- Niemcy,
- Polska,
- Rosja (kandydatura wycofana[6]).

Decyzja o przyznaniu organizacji turnieju Krakowowi zapadła na posiedzeniu Europejskiej Federacji Amp Futbolu (EAFF) w Warszawie w dniu 2 marca 2019 roku.

## Obiekty
Według planów mecze miały być rozgrywane na stadionach: Cracovii (Stadion Cracovii im. Józefa Piłsudskiego, ul. Józefa Kałuży 1), Garbarni (Stadion Garbarni, ul. Rydlówka 23), Wisły (Stadion Miejski im. Henryka Reymana, ul. Reymonta 20), a bazę treningową planowano ulokować na obiektach Akademii Wychowania Fizycznego. Ostatecznie po przeniesieniu turnieju na 2021 roku ze względu na pandemię COVID-19, mecze rozgrywano na stadionach Cracovii, Garbarni oraz Prądniczanki (ul. św. Andrzeja Boboli 5).

## Komitet honorowy
W skład komitetu honorowego turnieju weszli:
- Danuta Dmowska-Andrzejuk – minister sportu
- Jacek Majchrowski – prezydent Krakowa
- Zbigniew Boniek – prezes Polskiego Związku Piłki Nożnej
- Łukasz Szeliga – prezes Polskiego Komitetu Paraolimpijskiego
- Krzysztof Michałkiewicz – prezes Państwowego Funduszu Rehabilitacji Osób Niepełnosprawnych
- Ryszard Niemiec – prezes Małopolskiego Okręgowego Związku Piłki Nożnej
- Janusz Filipiak – prezes sportowej spółki akcyjnej MKS Cracovia
- Henryk Kasperczak – piłkarz i trener piłki nożnej

## Sędziowie
| Kraj     | Sędzia            |
| -------- | ----------------- |
| Anglia   | Ian Clarke        |
| Anglia   | Owen Radley       |
| Francja  | Cedric Nemery     |
| Irlandia | Claudiu Cimpoesu  |
| Niemcy   | Mario Schmidt     |
| Niemcy   | Markus Wingenbach |
| Rosja    | Michaił Kniazjew  |
| Turcja   | Bilgecan Arzuman  |
| Turcja   | Selami Karahanci  |

| Kraj   | Sędzia           |
| ------ | ---------------- |
| Polska | Artur Stachura   |
| Polska | Mateusz Długosz  |
| Polska | Damian Jędrzejak |
| Polska | Piotr Jędrzejak  |
| Polska | Adrian Kozieł    |
| Polska | Waldemar Mazgaj  |
| Polska | Grzegorz Młynek  |
| Polska | Paweł Susek      |

## Uczestnicy
Zgodnie z zapowiedziami organizatorów w turnieju miało wziąć udział 16 reprezentacji narodowych zrzeszonych w EAFF. Ze względu na przeniesienie turnieju oraz pandemię COVID-19 z udziału zrezygnowały drużyny Szkocji, Azerbejdżanu i Holandii. Pierwszą z wymienionych drużyn zastąpił Izrael, a w turnieju zagrało 14 reprezentacji.
| Drużyna            | Liczba występów w ME | Najlepszy wynik w ME |
| Polska (gospodarz) | 1 (2017)             | 3. miejsce (2017)    |
| Anglia             | 2 (2008, 2017)       | 2. miejsce (2017)    |
| Azerbejdżan        | 0                    | –                    |
| Belgia             | 1 (2017)             | 11. miejsce (2017)   |
| Francja            | 2 (2008, 2017)       | 5. miejsce (2008)    |
| Grecja             | 1 (2017)             | 12. miejsce (2017)   |
| Gruzja             | 1 (2017)             | 10. miejsce (2017)   |
| Hiszpania          | 1 (2017)             | 4. miejsce (2017)    |
| Holandia           | 0                    | –                    |
| Irlandia           | 1 (2017)             | 6. miejsce (2017)    |
| Izrael             | 0                    | debiutant            |
| Niemcy             | 1 (2017)             | 9. miejsce (2017)    |
| Rosja              | 2 (2008, 2017)       | 1. miejsce (2008)    |
| Szkocja            | 0                    | –                    |
| Turcja             | 2 (2008, 2017)       | 1. miejsce (2017)    |
| Ukraina            | 1 (2008)             | 4. miejsce (2008)    |
| Włochy             | 1 (2017)             | 5. miejsce (2017)    |

## Podział na koszyki
16 drużyn uczestniczących w mistrzostwach Europy zostało podzielonych na 4 koszyki, każdy po 4 zespoły.
| Koszyk 1                                                                | Koszyk 2                                  | Koszyk 3                             | Koszyk 4                                    |
| ----------------------------------------------------------------------- | ----------------------------------------- | ------------------------------------ | ------------------------------------------- |
| - Polska (gospodarz turnieju) - Turcja (mistrz Europy) - Anglia - Rosja | - Hiszpania - Włochy - Irlandia - Francja | - Niemcy - Gruzja - Grecja - Ukraina | - Belgia - Holandia - Azerbejdżan - Szkocja |

### Losowanie grup do turnieju głównego
Losowanie odbyło się 2 lutego 2020 roku w Krakowie o godzinie 12:00 CET. Ceremonię poprowadził dziennikarz sportowy Michał Pol. W losowaniu wzięli udział byli reprezentanci Polski w piłce nożnej: Henryk Kasperczak, Antoni Szymanowski i Marek Koźmiński oraz turecki ampfutbolista Osman Çakmak.
| Grupa A                                  | Grupa B                                   | Grupa C                              | Grupa D                               |
| ---------------------------------------- | ----------------------------------------- | ------------------------------------ | ------------------------------------- |
| - Polska - Hiszpania - Ukraina - Szkocja | - Anglia - Francja - Grecja - Azerbejdżan | - Rosja - Irlandia - Niemcy - Belgia | - Turcja - Włochy - Gruzja - Holandia |

## Faza grupowa

### Grupa A
| 12 września 2021 | Polska · Krystian Kapłon 32' · Bartosz Łastowski 36', 50+1' | 3:0(0:0) | Ukraina | Stadion Cracovii |
|                  |                                                             |          |         |                  |

| 13 września 2021 | Izrael | 0:3(0:1) | Hiszpania · 5' Alberto Pino · 28' David Mendes · 47' Oliver Flores Coronado | Stadion Garbarni |
|                  |        |          |                                                                             |                  |

| 14 września 2021 | Hiszpania · Oliver Flores Coronado 50+4' | 1:0(0:0) | Ukraina | Stadion Garbarni |
|                  |                                          |          |         |                  |

| 14 września 2021 | Polska · Krystian Kapłon 9', 46' · Kamil Grygiel 15' · Bartosz Łastowski 25' · Mariusz Adamczyk 32' · Krystian Kapłon 45' · Jo’aw Carfati 41' (sam.) · Przemysław Fajtanowski 50+3' | 8:0(3:0) | Izrael | Stadion Prądniczanki |
|                  | |          |        |                      |

| 15 września 2021 | Ukraina · Anatolij Miedwiediuk 2' · Ołeksandr Kaczan 12' · Taras Sokol 16', 31' · Jurij Susz 30' | 5:0(3:0) | Izrael | Stadion Garbarni |
|                  |                                                                                                  |          |        |                  |

| 15 września 2021 | Polska · Krystian Kapłon 35' (k.) | 1:1(0:1) | Hiszpania · 5' David Mendes | Stadion Prądniczanki |
|                  |                                   |          |                             |                      |

| Zespół    | Pkt | M | W | R | P | Br+ | Br− | +/− |
| --------- | --- | - | - | - | - | --- | --- | --- |
| Polska    | 7   | 3 | 2 | 1 | 0 | 12  | 1   | 11  |
| Hiszpania | 7   | 3 | 2 | 1 | 0 | 5   | 1   | 4   |
| Ukraina   | 3   | 3 | 1 | 0 | 2 | 5   | 4   | 1   |
| Izrael    | 0   | 3 | 0 | 0 | 3 | 0   | 16  | -16 |

### Grupa B
| 13 września 2021 | Grecja | 0:5(0:5) | Anglia · 5', 12', 24' Michael Chambers · 18' Jamie Tregaskiss · 22' Rhyce Ramsden | Stadion Garbarni |
|                  |        |          |                                                                                   |                  |

| 14 września 2021 | Francja · Marian Sacacol 20' · Billy Lunaschi 28' | 2:1(1:0) | Grecja · 40' Lazaros Marigkos | Stadion Garbarni |
|                  |                                                   |          |                               |                  |

| 15 września 2021 | Anglia · Michael Chambers 5', 12' | 2:0(0:0) | Francja | Stadion Garbarni |
|                  |                                   |          |         |                  |

| Zespół  | Pkt | M | W | R | P | Br+ | Br− | +/− |
| ------- | --- | - | - | - | - | --- | --- | --- |
| Anglia  | 6   | 2 | 2 | 0 | 0 | 7   | 0   | 7   |
| Francja | 3   | 2 | 1 | 0 | 1 | 2   | 3   | -1  |
| Grecja  | 0   | 2 | 0 | 0 | 2 | 1   | 7   | -6  |

### Grupa C
| 13 września 2021 | Irlandia · Ruiri Murphy 10', 15' · James Boyle 25+1' (k.), 36', 42' · Kevin Pogarty 25+2' · Kevan O'Rourke 35' · Patrick Hickey 40' | 8:0(4:0) | Belgia | Stadion Garbarni |
|                  | |          |        |                  |

| 13 września 2021 | Rosja · Magomied Abujew 1' · Dmitrij Udałow 14', 41', 44' · Asłambiek Szachbułatow 21' · Jurij Płochich 29' · Aleksandr Kożakin 31' | 7:0(3:0) | Niemcy | Stadion Garbarni |
|                  | |          |        |                  |

| 14 września 2021 | Belgia | 0:7(0:4) | Rosja · 8' Jurij Płochich · 12', 13', 50' Sułambek Mutajew · 24' Magomied Abujew · 28' Dmitrij Udałow · 34' Gieorgij Krywołuckij | Stadion Garbarni |
|                  |        |          | |                  |

| 14 września 2021 | Irlandia · Kevan O'Rourke 10' · James Boyle 22' | 2:1(2:1) | Niemcy · 12' Jonas Lappe | Stadion Garbarni |
|                  |                                                 |          |                          |                  |

| 15 września 2021 | Niemcy · Christian Heintz 12' · Jonas Lappe 24' · Manuel Ortega 41', 50+2' · Jörg Schmidtke 47' | 5:0(2:0) | Belgia | Stadion Garbarni |
|                  |                                                                                                 |          |        |                  |

| 15 września 2021 | Rosja · Dmitrij Udałow 21' · Jurij Płochich 27' | 2:0(1:0) | Irlandia | Stadion Garbarni |
|                  |                                                 |          |          |                  |

| Zespół   | Pkt | M | W | R | P | Br+ | Br− | +/− |
| -------- | --- | - | - | - | - | --- | --- | --- |
| Rosja    | 9   | 3 | 3 | 0 | 0 | 16  | 0   | 16  |
| Irlandia | 6   | 3 | 2 | 0 | 1 | 10  | 3   | 7   |
| Niemcy   | 3   | 3 | 1 | 0 | 2 | 6   | 9   | -3  |
| Belgia   | 0   | 3 | 0 | 0 | 3 | 0   | 20  | -20 |

### Grupa D
| 13 września 2021 | Gruzja | 0:10(0:6) | Turcja · 3', 13', 24', 38' Ömer Güleryüz · 8' Kemal Güleş · 15', 21', 29' Serkan Dereli · 33' Okan Şahiner · 48' Fatih Şentürk | Stadion Garbarni |
|                  |        |           | |                  |

| 14 września 2021 | Włochy · Francesco Messori 12' · Marco Pollicino 30' | 2:0(1:0) | Gruzja | Stadion Garbarni |
|                  |                                                      |          |        |                  |

| 15 września 2021 | Turcja · Kemal Güleş 2', 10', 13' · Serkan Dereli 8' · Rüstem Kurhan 23' · Ömer Güleryüz 27', 41', 47' · Rahmi Özcan 36', 40' · Marco Pollicino 49' (sam.) | 11:0(5:0) | Włochy | Stadion Garbarni |
|                  | |           |        |                  |

| Zespół | Pkt | M | W | R | P | Br+ | Br− | +/− |
| ------ | --- | - | - | - | - | --- | --- | --- |
| Turcja | 6   | 2 | 2 | 0 | 0 | 21  | 0   | 21  |
| Włochy | 3   | 2 | 1 | 0 | 1 | 2   | 11  | -9  |
| Gruzja | 0   | 2 | 0 | 0 | 2 | 0   | 12  | -12 |

## Faza pucharowa o miejsca 9–14
| 17 września 2021 | Izrael · Hamze Slejman 28' | 1:3(0:2) | Grecja · 20', 25' Nikolaos Mademlis · 43' Lazaros Marigkos | Stadion Garbarni |
|                  |                            |          |                                                            |                  |

| 17 września 2021 | Belgia | 0:8(0:6) | Gruzja · 4', 20' Ernest Szatwerow · 7' Giorgi Batadze · 15' Dawit Babucidze · 16' Giorgi Uczawa · 25+3', 47' Wasil Mumladze · 37' Zwiad Dumbadze | Stadion Prądniczanki |
|                  |        |          | |                      |

### Mecze o 13. miejsce
| 18 września 2021 | Izrael | 0:0 | Belgia | Stadion Garbarni |
|                  |        |     |        |                  |

| 19 września 2021 | Belgia | 0:1(0:0) | Izrael · 26' Ben Maman | Stadion Garbarni |
|                  |        |          |                        |                  |

### O miejsca 9–12
| 18 września 2021 | Ukraina | 0:1(0:1) | Grecja · 23' (sam.) Ołeksandr Kaczan | Stadion Garbarni |
|                  |         |          |                                      |                  |

| 18 września 2021 | Niemcy · Jonas Lappe 8' · Stefan Schmidt 50+2' | 2:1(1:1) | Gruzja · 13' Dawit Babucidze | Stadion Garbarni |
|                  |                                                |          |                              |                  |

### Mecz o 11. miejsce
| 19 września 2021 | Ukraina | 0:0 (dogr.) k. 1:3 | Gruzja | Stadion Garbarni |
|                  |         |                    |        |                  |

### Mecz o 9. miejsce
| 19 września 2021 | Grecja | 0:1(0:1) | Niemcy · 6' Christian Heintz | Stadion Garbarni |
|                  |        |          |                              |                  |

## Faza finałowa
|  |              |              |              |           |   |           |           |           |                   |                   |                   |       |       |
|  | Ćwierćfinały | Ćwierćfinały | Ćwierćfinały |           |   | Półfinały | Półfinały | Półfinały |                   |                   | Finał             | Finał | Finał |
|  | Ćwierćfinały | Ćwierćfinały | Ćwierćfinały |           |   | Półfinały | Półfinały | Półfinały |                   |                   | Finał             | Finał | Finał |
|  |              |              |              |           |   |           |           |           |                   |                   |                   |       |       |
|  |              |              |              |           |   |           |           |           |                   |                   |                   |       |       |
|  | Polska       | Polska       | 2            |           |   |           |           |           |                   |                   |                   |       |       |
|  | Polska       | Polska       | 2            |           |   |           |           |           |                   |                   |                   |       |       |
|  | Francja      | Francja      | 0            |           |   |           |           |           |                   |                   |                   |       |       |
|  | Francja      | Francja      | 0            |           |   | Polska    | Polska    | 1         |                   |                   |                   |       |       |
|  |              |              |              |           |   | Polska    | Polska    | 1         |                   |                   |                   |       |       |
|  |              |              | Hiszpania    | Hiszpania | 2 |           |           |           |                   |                   |                   |       |       |
|  | Anglia       | Anglia       | Hiszpania    | Hiszpania | 2 | 1 (6)     |           |           |                   |                   |                   |       |       |
|  | Anglia       | Anglia       |              |           |   |           |           |           |                   |                   |                   |       |       |
|  | Hiszpania    | Hiszpania    | 1 (7)        |           |   |           |           |           |                   |                   |                   |       |       |
|  | Hiszpania    | Hiszpania    | 1 (7)        |           |   | Hiszpania | Hiszpania | 0         |                   |                   |                   |       |       |
|  |              |              |              |           |   |           |           |           |                   |                   |                   |       |       |
|  |              |              | Turcja       | Turcja    | 6 |           |           |           |                   |                   |                   |       |       |
|  | Turcja       | Turcja       | Turcja       | Turcja    | 6 | 4         |           |           |                   |                   |                   |       |       |
|  | Turcja       | Turcja       |              |           |   |           |           |           |                   |                   |                   |       |       |
|  | Irlandia     | Irlandia     | 0            |           |   |           |           |           |                   |                   |                   |       |       |
|  | Irlandia     | Irlandia     | 0            |           |   | Turcja    | Turcja    | 5         | Mecz o 3. miejsce | Mecz o 3. miejsce | Mecz o 3. miejsce |       |       |
|  |              |              |              |           |   | Turcja    | Turcja    | 5         | Mecz o 3. miejsce | Mecz o 3. miejsce | Mecz o 3. miejsce |       |       |
|  |              |              | Rosja        | Rosja     | 2 |           |           |           |                   |                   |                   |       |       |
|  | Rosja        | Rosja        | Rosja        | Rosja     | 2 | 2         |           |           |                   |                   |                   |       |       |
|  | Rosja        | Rosja        |              |           |   |           |           | Polska    | Polska            | 1                 |                   |       |       |
|  | Włochy       | Włochy       | 0            |           |   |           |           |           | Polska            | 1                 |                   |       |       |
|  | Włochy       | Włochy       | 0            |           |   |           |           | Rosja     | Rosja             | 0                 |                   |       |       |
|  |              |              |              |           |   |           |           |           | Rosja             | 0                 |                   |       |       |

### Ćwierćfinały
| 17 września 2021 | Polska · Kamil Grygiel 7', 35' | 2:0(1:0) | Francja | Stadion Prądniczanki |
|                  |                                |          |         |                      |

| 17 września 2021 | Anglia · Raymond Westbrook 54' | 1:1 (dogr.) k. 6:7(0:0, 0:0, 1:0) | Hiszpania · 61' Alberto Pino | Stadion Prądniczanki |
|                  |                                |                                   |                              |                      |

| 17 września 2021 | Turcja · Rahmi Özcan 5' · Ömer Güleryüz 30' · Serkan Dereli 46', 49' | 4:0(1:0) | Irlandia | Stadion Garbarni |
|                  |                                                                      |          |          |                  |

| 17 września 2021 | Rosja · Emanuele Padoan 45' (sam.) · Dmitrij Udałow 50' | 2:0(0:0) | Włochy | Stadion Garbarni |
|                  |                                                         |          |        |                  |

### O miejsca 5–8
| 18 września 2021 | Francja | 0:3(0:2) | Anglia · 7' David Tweed · 19' Michael Chambers · 50' Helder Silva | Stadion Garbarni |
|                  |         |          |                                                                   |                  |

| 18 września 2021 | Włochy · Francesco Messori 8', 51' · Emanuele Padoan 60' | 3:1 (dogr.)(1:0, 1:1, 3:1) | Irlandia · 50+2' James Boyle | Stadion Garbarni |
|                  |                                                          |                            |                              |                  |

### Półfinały
| 18 września 2021 | Polska · Bartosz Łastowski 25' | 1:2(1:1) | Hiszpania · 23' Fran Castilla · 26' Adrian Castro | Stadion Cracovii |
|                  |                                |          |                                                   |                  |

| 18 września 2021 | Turcja · Kemal Güleş 21', 50+3' · Rahmi Özcan 24', 32' · Serkan Dereli 42' (sam.) | 5:2(2:2) | Rosja · 15' Igor Gamaonow · 25+2' Dmitrij Udałow | Stadion Cracovii |
|                  |                                                                                   |          |                                                  |                  |

### Mecz o 7. miejsce
| 19 września 2021 | Francja · Billy Lunaschi 36' | 1:0(0:0) | Irlandia | Stadion Garbarni |
|                  |                              |          |          |                  |

### Mecz o 5. miejsce
| 19 września 2021 | Anglia · Michael Chambers 4' (k.), 36', 40' · David Tweed 50+3' | 4:0(1:0) | Włochy | Stadion Garbarni |
|                  |                                                                 |          |        |                  |

### Mecz o 3. miejsce
| 19 września 2021 | Polska · Jakub Kożuch 33' | 1:0(0:0) | Rosja | Stadion Cracovii |
|                  |                           |          |       |                  |

### Finał
| 19 września 2021 | Hiszpania | 0:6(0:4) | Turcja · Ömer Güleryüz 6', 10', 26' · Kemal Güleş 21', 42' · Rahmi Özcan 23' | Stadion Cracovii |
|                  |           |          |                                                                              |                  |

## Klasyfikacja
| Miejsce | Reprezentacja |
| ------- | ------------- |
| złoto   | Turcja        |
| srebro  | Hiszpania     |
| brąz    | Polska        |
| 4.      | Rosja         |
| 5.      | Anglia        |
| 6.      | Włochy        |
| 7.      | Francja       |
| 8.      | Irlandia      |
| 9.      | Niemcy        |
| 10.     | Grecja        |
| 11.     | Gruzja        |
| 12.     | Ukraina       |
| 13.     | Izrael        |
| 14.     | Belgia        |

## Medaliści
| Mistrz | Wicemistrz | III miejsce |
| --- | --- | --- |
| Turcja Bülent Çetin Selim Karadağ Okan Şahiner Alican Kuruyamaç Serkan Dereli Rahmi Özcan Kemal Güleş Ömer Güleryüz Feyyaz Gözüaçık Erdinç Şeyhmus Fatih Şentürk Rüstem Kurhan İsmail Korkmaz | Hiszpania Luis Ribeiro Medina Nicolas Garcia Adrian Castro Zacarias Oualit Alberto Pino Jonatan Ruiz Marcos Gonzalez Fran Vaquero Joan Bargues Oliver Coronado Flores Andreu Oros Fran Castilla David Mendes | Polska Igor Woźniak Jakub Popławski Łukasz Miśkiewicz Przemysław Świercz Kamil Rosiek Przemysław Fajtanowski Bartosz Łastowski Krystian Kapłon Kamil Grygiel Tomasz Miś Piotr Mizera Mariusz Adamczyk Jakub Kożuch |